# Halowe Mistrzostwa Europy w Lekkoatletyce 1974
V Halowe Mistrzostwa Europy odbyły się 9–10 marca 1974 w Göteborgu w hali Scandinavium.

## Wyniki zawodów

### Mężczyźni

#### Konkurencje biegowe
| konkurencja                           | złoto                                                                        | złoto      | srebro                                                                          | srebro  | brąz                           | brąz    |
| ------------------------------------- | ---------------------------------------------------------------------------- | ---------- | ------------------------------------------------------------------------------- | ------- | ------------------------------ | ------- |
| Bieg na 60 m (szczegóły)              | Wałerij Borzow · ZSRR                                                        | 6,58 CR    | Manfred Kokot · NRD                                                             | 6,63    | Aleksandr Kornieluk · ZSRR     | 6,66    |
| Bieg na 400 m (szczegóły)             | Fons Brydenbach · Belgia                                                     | 46,60      | Andreas Scheibe · NRD                                                           | 46,80   | Gunter Arnold · NRD            | 46,94   |
| Bieg na 800 m (szczegóły)             | Luciano Sušanj · Jugosławia                                                  | 1:48,07 CR | András Zsinka · Węgry                                                           | 1:48,50 | Jozef Plachý · Czechosłowacja  | 1:49,49 |
| Bieg na 1500 m (szczegóły)            | Henryk Szordykowski · Polska                                                 | 3:41,78    | Thomas Wessinghage · Niemcy                                                     | 3:42,04 | Włodzimierz Staszak · Polska   | 3:43,48 |
| Bieg na 3000 m (szczegóły)            | Emiel Puttemans · Belgia                                                     | 7:48,48    | Paul Thijs · Belgia                                                             | 7:51,76 | Pavel Pěnkava · Czechosłowacja | 7:51,79 |
| Bieg na 60 m przez płotki (szczegóły) | Anatolij Mosziaszwili · ZSRR                                                 | 7,66 WR    | Mirosław Wodzyński · Polska                                                     | 7,68    | Frank Siebeck · NRD            | 7,75    |
| Sztafeta 4 × 2 okrążenia (szczegóły)  | Szwecja · Michael Fredriksson · Gert Möller · Anders Faager · Dimitrie Grama | 3:04,55    | Francja · Pierre Bonvin · Patrick Salvador · Daniel Vélasques · Lionel Malingre | 3:05,46 | --                             | --      |

#### Konkurencje techniczne
| konkurencja                | złoto                            | złoto    | srebro                         | srebro | brąz                             | brąz  |
| -------------------------- | -------------------------------- | -------- | ------------------------------ | ------ | -------------------------------- | ----- |
| Skok wzwyż (szczegóły)     | Kęstutis Šapka · ZSRR            | 2,22     | István Major · Węgry           | 2,20   | Vladimír Malý · Czechosłowacja   | 2,20  |
| Skok o tyczce (szczegóły)  | Tadeusz Ślusarski · Polska       | 5,35     | Antti Kalliomäki · Finlandia   | 5,30   | Jānis Lauris · ZSRR              | 5,30  |
| Skok w dal (szczegóły)     | Jean-François Bonhème · Francja  | 8,17 CR  | Hans Baumgartner · Niemcy      | 8,10   | Max Klauss · NRD                 | 8,03  |
| Trójskok (szczegóły)       | Michał Joachimowski · Polska     | 17,03 WR | Michaił Bariban · ZSRR         | 16,88  | Bernard Lamitié · Francja        | 16,56 |
| Pchnięcie kulą (szczegóły) | Geoffrey Capes · Wielka Brytania | 20,95 CR | Heinz-Joachim Rothenburg · NRD | 20,87  | Jaroslav Brabec · Czechosłowacja | 19,87 |

### Kobiety

#### Konkurencje biegowe
| konkurencja                           | złoto                                                                               | złoto      | srebro                                                                                | srebro  | brąz                      | brąz    |
| ------------------------------------- | ----------------------------------------------------------------------------------- | ---------- | ------------------------------------------------------------------------------------- | ------- | ------------------------- | ------- |
| Bieg na 60 m (szczegóły)              | Renate Stecher · NRD                                                                | 7,16 CR    | Andrea Lynch · Wielka Brytania                                                        | 7,17    | Irena Szewińska · Polska  | 7,20    |
| Bieg na 400 m (szczegóły)             | Jelica Pavličić · Jugosławia                                                        | 52,64      | Nadieżda Iljina · ZSRR                                                                | 52,81   | Waltraud Dietsch · NRD    | 52,84   |
| Bieg na 800 m (szczegóły)             | Elżbieta Katolik · Polska                                                           | 2:02,38 ER | Gisela Ellenberger · Niemcy                                                           | 2:02,54 | Gunhild Hoffmeister · NRD | 2:02,59 |
| Bieg na 1500 m (szczegóły)            | Tonka Petrowa · Bułgaria                                                            | 4:11,00 CR | Karin Krebs · NRD                                                                     | 4:11,33 | Tamara Kazaczkowa · ZSRR  | 4:14,45 |
| Bieg na 60 m przez płotki (szczegóły) | Annerose Fiedler · NRD · Grażyna Rabsztyn · Polska                                  | 8,08       |                                                                                       |         | Meta Antenen · Szwajcaria | 8,19    |
| Sztafeta 4 × 2 okrążenia (szczegóły)  | Szwecja · Ann-Charlotte Hesse · Lena Fritzson · Ann-Margret Utterberg · Ann Larsson | 3:38,15    | Bułgaria · Rosica Pechliwanowa · Nikolina Szterewa · Sonia Zachariewa · Tonka Petrowa | 3:39,21 | --                        | --      |

#### Konkurencje techniczne
| konkurencja                | złoto                               | złoto    | srebro                            | srebro | brąz                         | brąz  |
| -------------------------- | ----------------------------------- | -------- | --------------------------------- | ------ | ---------------------------- | ----- |
| Skok wzwyż (szczegóły)     | Rosemarie Witschas · NRD            | 1,90     | Milada Karbanová · Czechosłowacja | 1,88   | Rita Kirst · NRD             | 1,88  |
| Skok w dal (szczegóły)     | Meta Antenen · Szwajcaria           | 6,69 CR  | Angela Schmalfeld · NRD           | 6,56   | Valeria Ștefănescu · Rumunia | 6,39  |
| Pchnięcie kulą (szczegóły) | Helena Fibingerová · Czechosłowacja | 20,75 CR | Nadieżda Cziżowa · ZSRR           | 20,62  | Marianne Adam · NRD          | 19,70 |

## Klasyfikacja medalowa
| Miejsce | Państwo         | Złoto | Srebro | Brąz | Razem |
| ------- | --------------- | ----- | ------ | ---- | ----- |
| 1.      | Polska          | 5     | 1      | 2    | 8     |
| 2.      | NRD             | 3     | 5      | 7    | 15    |
| 3.      | ZSRR            | 3     | 3      | 3    | 9     |
| 4.      | Belgia          | 2     | 1      | 0    | 3     |
| 5.      | Jugosławia      | 2     | 0      | 0    | 2     |
| 5.      | Szwecja         | 2     | 0      | 0    | 2     |
| 7.      | Czechosłowacja  | 1     | 1      | 4    | 6     |
| 8.      | Francja         | 1     | 1      | 1    | 3     |
| 9.      | Bułgaria        | 1     | 1      | 0    | 2     |
| 9.      | Wielka Brytania | 1     | 1      | 0    | 2     |
| 11.     | Szwajcaria      | 1     | 0      | 1    | 2     |
| 12.     | RFN             | 0     | 3      | 0    | 3     |
| 13.     | Węgry           | 0     | 2      | 0    | 2     |
| 14.     | Finlandia       | 0     | 1      | 0    | 1     |
| 15.     | Rumunia         | 0     | 0      | 1    | 1     |
| Razem   | Razem           | 22    | 20     | 19   | 61    |

## Objaśnienia skrótów
WR – rekord świata
ER – rekord Europy
CR – rekord mistrzostw Europy